# 거대 인력체

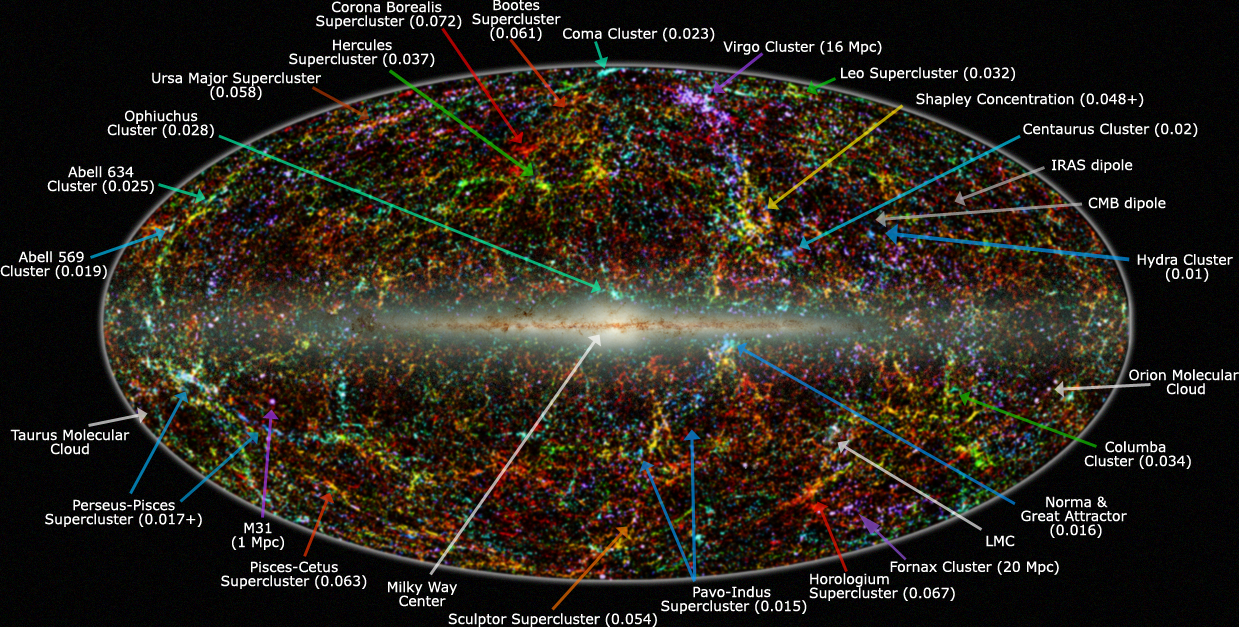
하늘 전체를 근적외선으로 본 파노라마 사진. 거대 인력체의 위치는 우측하단의 긴 파란색 화살표를 따라가면 보인다.

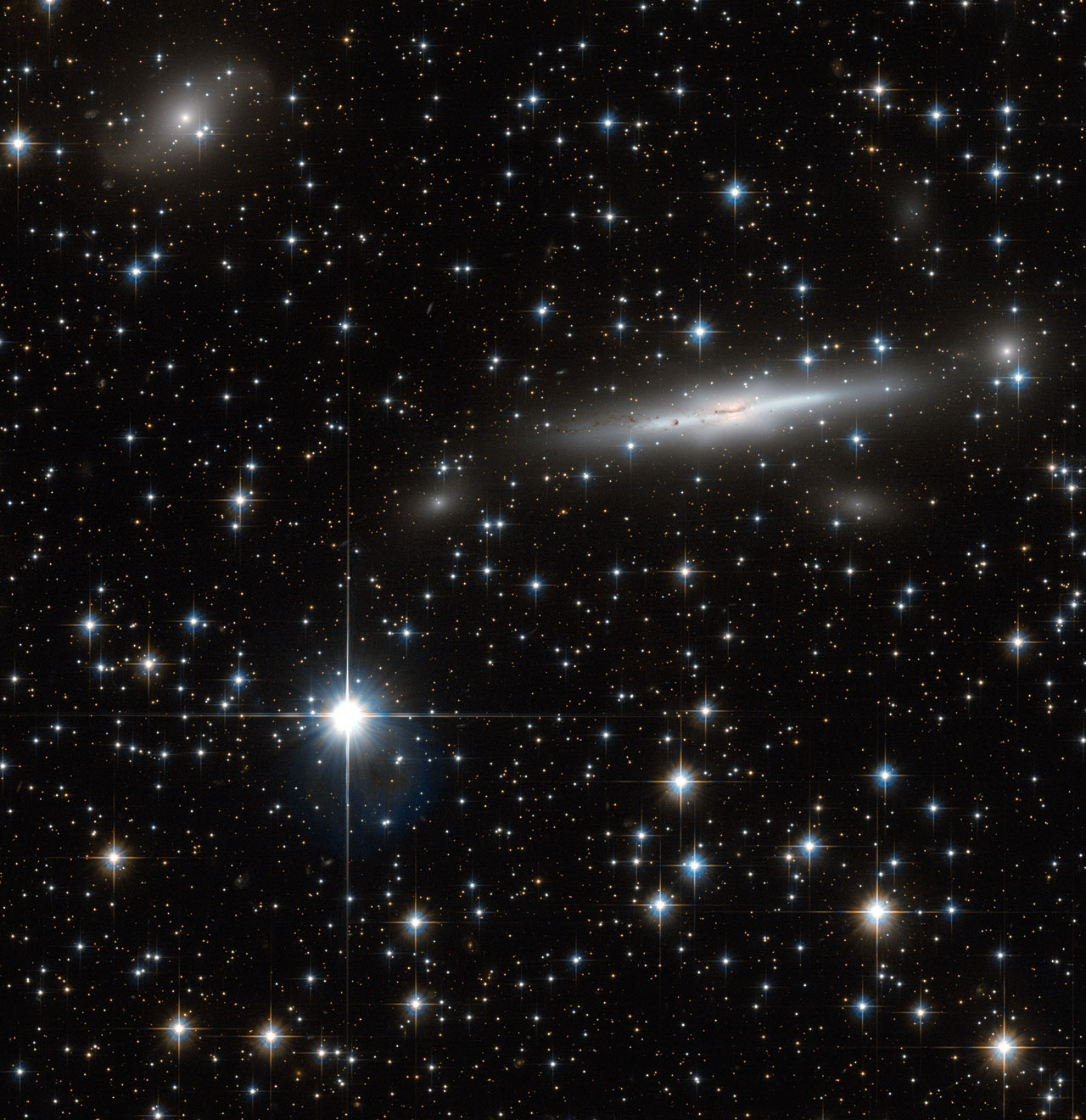
허블 우주 망원경이 거대 인력체가 위치해 있는 하늘의 영역을 촬영한 사진

거대 인력체(巨大 引力體, 영어: Great Attractor)는 라니아케아 초은하단 중심에 위치해 있으며, 라니아케아 초은하단(구 바다뱀자리-센타우루스자리 초은하단) 부근의 은하간 공간에서의 중력 이상이다. 이는 우리 은하보다 수만 배 이상의 질량이 집중되어 있는 영역의 존재를 드러낸다. 거대 인력체의 질량은 은하 및 그와 연관된 수 백만 광년 규모의 은하단의 운동 효과를 통해 측정할 수 있다.
이러한 은하들은 이들이 우리에 대해서 서로 멀어지고 있음을 나타내는 허블 흐름을 통해 모두 적색편이되었지만, 이들 사이의 적색편이 변화는 변칙의 존재를 드러내기에 충분하다. 은하들의 적색편이 변화는 특이속도로 알려져 있고, 거대 인력체의 방향으로의 각편차에 근거하여 +700 km/s에서 -700 km/s 정도의 범위까지 걸쳐있다.

## 위치
우주의 등속팽창에서 얻은 첫 편차의 증거는 1973년에 발표됐다가 1978년에 다시 발표됐다. 거대 인력체의 위치는 최종적으로 1986년에 밝혀졌는데 우리 은하로부터 남쪽삼각형자리와 직각자자리 방향으로 1억 5천만 광년에서 2억 5천만 광년 사이 거리에 위치해 있다. 회피대(우리 은하에 의해 가려진 하늘 영역) 방향에 있는 천체는 광학 관측으로 연구하기가 어려운데 비해, X-선 관측은 근처와 충돌하거나 또는 엄청난 세기의 전파를 방출하는 크고 오래된 많은 은하들을 포함하고 있는 무거운 은하단인 직각자자리 은하단(ACO 3627)에 의해 지배되는 우주의 영역을 드러내었다.

## 겉보기 질량에 대한 논쟁
1992년, 거대 인력체의 겉보기 신호 대부분은 맘퀴스트 편향 효과에 기인한 것으로 밝혀졌다. 2005년, 천문학자들은 회피대 내의 은하단 영역의 X-선 탐사(CIZA) 계획을 진행하여 거대 인력체의 질량이 실제로 과학자들이 원래 추정하던 것의 10분의 1 정도임을 확인했다. 또한 이 탐사는 우리 은하가 사실 거대 인력체 뒤에 위치한 섀플리 초은하단 근처의 아주 무거운 은하단 쪽으로 끌려가고 있다는 이론을 예상보다 일찍 확인했다.

## 암흑류
암흑류는 이전에 거대 인력체에 의해 야기됐을 것이라고 여겨졌던 어떠한 원인으로 인해 특이한 방향으로 이동하는 은하의 속도 경향이지만, 관측 가능한 우주의 바깥에서 야기된 것으로 가설화됐다. 이러한 발견은 2008년에 발표되었지만 나중에 플랑크 위성의 데이터로부터 부정당했다.

## 라니아케아 초은하단
라니아케아 초은하단은 이전의 초은하단이었던 처녀자리 초은하단과 바다뱀자리-센타우루스자리 초은하단을 포함하는 거대 인력체의 영역으로써 정의됐다. 따라서 거대 인력체는 새로운 초은하단의 핵이 됐다.

## 같이 보기
- CfA2 장성
- 암흑 물질
- 헤라클레스자리-북쪽왕관자리 장성
- 섀플리 초은하단

## 추가 문헌
- Dressler, Alan (1994). 《Voyage to the Great Attractor: Exploring Intergalactic Space》. New York: Alfred A. Knopf. 355쪽. ISBN 978-0-394-58899-5.